# David Ogilvy (przedsiębiorca)

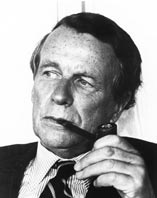
David Ogilvy

David MacKenzie Ogilvy, CBE (ur. 23 czerwca 1911, zm. 21 lipca 1999) – Copywriter i jeden z najbardziej znanych twórców reklamy. Często nazywany „Ojcem reklamy”. W 1962 roku magazyn „Time” określił go mianem „najbardziej poszukiwanego kreatora w dzisiejszym przemyśle reklamowym”. Jako twórca reklam znany był z nowatorskiego i indywidualnego podejścia do danego produktu. W swoich reklamach zacierał granice moralne. Na początku XXI w. jego pomysły dalej są uważane za bardzo nowatorskie.
Reklamą Ogilvy zajął się stosunkowo późno, bo dopiero w wieku 38 lat. Wcześniej pracował m.in. jako akwizytor, zawodowy kucharz, pracownik pomocy społecznej, farmer czy agent brytyjskiego wywiadu wojskowego. W 1948 roku w Nowym Jorku otworzył własną agencję reklamową, a siebie mianował jej dyrektorem. Pracował m.in. nad reklamami dla takich marek jak SAAB, Rolls-Royce, Schweppes, Marlboro czy Dove.
Stworzył kilkanaście klasycznych kampanii, z których większość okazała się kamieniami milowymi w rozwoju reklamy oraz marketingu.
Ogilvy wierzył w naukowe podejście do reklamy, a wynikało to zapewne z doświadczeń wyniesionych z branży badawczej. Znany był także z ogromnego rygoru w stosunku do swoich pracowników.
Jego pomysły na reklamę do dzisiaj wywierają wpływ na ludzi z branży reklamowej oraz agencje reklamowe. Wiele jego haseł reklamowych i pomysłów okazało się nieśmiertelnych.
W 2008 roku na Międzynarodowym Festiwalu Reklamy „Cannes Lions” w Cannes reklama napoju Schweppes zdobyła główną nagrodę. Napój reklamowany był hasłem „Schweppervescence”, które w 1957 roku wymyślił Ogilvy.

## Publikacje w języku polskim
- David Ogilvy Wyznania człowieka reklamy (tłum. Wojciech Madej) Warszawa 2000, ISBN 83-87014-50-8.
- David Ogilvy O reklamie (tłum. Agnieszka Rogalińska) Warszawa 2008, ISBN 978-83-60652-22-0.